# Palpimanus maroccanus
Palpimanus maroccanus är en spindelart som beskrevs av Kulczynski 1909. Palpimanus maroccanus ingår i släktet Palpimanus och familjen Palpimanidae. Inga underarter finns listade i Catalogue of Life.